# Widford (Oxfordshire)
Widford – osada w Anglii, w hrabstwie Oxfordshire, w dystrykcie West Oxfordshire. Leży 25 km na zachód od Oksfordu i 108 km na zachód od Londynu.